# Karl Christian Friedrich Krause
Pour les articles homonymes, voir Krause.
Karl Christian Friedrich Krause, né le 6 mai 1781 à Eisenberg et mort le 27 septembre 1832 à Munich) est un philosophe allemand connu pour avoir développé la théorie du panenthéisme.

## Biographie
Dans sa jeunesse, Karl Christian Friedrich Krause assiste aux cours de Fichte et Schelling à Iéna. Il enseigne la philosophie, le droit et les mathématiques à l'université d'Iéna dès 1802, puis à Rudolstadt et à Dresde, où il donne des leçons de musique. En 1805 il est initié en franc-maçonnerie, sur laquelle il écrit deux ouvrages : Die drei ältesten Kunsturkunden der Freimaurerbrüderschaft (Les trois documents artistiques les plus anciens de la fraternité des franc-maçons) et Höhere Vergeistigung der echt überlieferten Grundsymbole der Freimaurerei in zwölf Logenvorträgen (Mise en perspective spirituelle des véritables symboles fondamentaux de la franc-maçonnerie, exposée en douze conférences de loges). En 1811, il produit un essai intitulé Urbild der Menschheit « L'Archétype de l'humanité », dans lequel il expose les points essentiels de sa doctrine. Il y suggère la constitution d'une république mondiale regroupant cinq fédérations régionales en Europe, Asie, Afrique, Amérique et Australie, et se pose ainsi en précurseur des partisans de la constitution d'un gouvernement mondial.
Il vit ensuite à Berlin, puis à Göttingen où Arthur Schopenhauer est un de ses élèves, et enfin à Munich où Franz Xaver von Baader est professeur de philosophie et de théologie spéculative. Il y meurt d'un accident vasculaire cérébral (appelé alors crise d'apoplexie).
Le principe suprême de Krause, d’après Tennemann, est que « l'éternel (dans le sens neutre) est au-dessus de la nature et de la raison, qui sont comme les deux hémisphères de l'univers ; et que l'un et l’autre étant essentiels, il y a entre eux une compénétration qui en fait la vie ».

## Publications
- Des traités sur les rapports des mathématiques et de la philosophie, Iéna, 1804[8].
- Introduction à la philosophie de la nature, Iéna, 1804.
- Esquisses de logique, 1803.
- Esquisses de droit naturel, 1803.
- Système de morale, 1810.
- Idéal de l'humanité, 1811.

## Source
Marie-Nicolas Bouillet  et Alexis Chassang (dir.), « Charles Frédéric Krause » dans Dictionnaire universel d’histoire et de géographie, 1878 (lire sur Wikisource)